# 김연우 (배우)
김연우(2013년 1월 7일 ~ 는 대한민국의 아역배우이다.

## 출연 작품

### 영화
- 2017년 《악녀》 은혜 역